# ABB Records
ABB Records est un label indépendant de hip-hop américain fondé en 1997 par Beni B., et situé à Oakland, en Californie. Le nom ABB signifie Always Bigger and Better. ABB Records est, avec ABB Soul, l'un des deux sous-labels d'ABB.

## Histoire
En 2000, le label publie la compilation Always Bigger and Better Vol.1 regroupant les meilleurs titres depuis 1997. Elle regroupe notamment Joey Chavez, Dilated Peoples, Defari, 427, Turbin, et Planet Asia. En 2002, le rappeur Little Brother publie son album The Listening, cité dans un top 20 par le site Adra-matic en 2015.  Defari passera quelques années chez ABB Records.
En 2005, le label publie la compilation Always Bigger and Better 1.5. En 2007, Dilated Peoples publient l'album The Weatherman chez ABB Records. En 2014, le label publie le clip du single OJ OK de leur nouvel artiste KNS Tha Engineer.

## Membres
Les membres et groupes actuels d'ABB Records incluent : 9th Wonder, Beni B., Big Tone, Black on Black Rhyme, Cesar Comanche, CJ Hurston, Rollaz, D2 of Noble Society, Darien Brockington, Defari, Delie RedX, Dilated Peoples, Evidence, Fusion Unltd., Hall of Justus Music Group, I Eat Planetz, I'ts a Wonderful World Music Group, Jahdan Blackamoore, Joey Chavez, KNS Tha Engineer, Lifted Crew, Likwit Junkies, Lisa Gabrielle, Little Brother, Lizz Fields, Mark de Clive-Lowe, Maspyke, Mykestro, Noble Society, Noble Sound Production, Past Due, Luke Penella Saxophones, Peven Everett, P.H.E.A.R., Planet Asia, Rollaz Production, Sa-Ra Creative Partners, Sicky Brett, Sorry Drummer, Soul:ID, Superstar Quamallah, et The Sound Providers.